# Museo del Tiempo (Uruguay)
El Museo del Tiempo, es un proyecto de museo uruguayo. Se locación es en Rambla Sur del Barrio Sur, Montevideo; pegado al Dique Mauá. El museo será una institución cultural de referencia internacional abocada a la promoción del conocimiento.

## Historia
Ubicado donde antes se encontraba la Compañía del Gas de Francia. Fue creado a través del artículo 174 de la ley 18.996, promulgada el 7 de noviembre de 2012. Depende una Fundación Museo del Tiempo, que integran: el Ministerio de Educación y Cultura de Uruguay;  Intendencia de Montevideo (IM), la Universidad de la República (UdelaR), el Ministerio de Industria, Energía y Minería de Uruguay (MIEM), y la Administración Nacional de Educación Pública (ANEP). Aunque la mayor proporción de los fondos son públicos, la Fundación Museo del Tiempo puede recibir aportes de otro tipo de instituciones incluyendo organismos privados. La dirección del proyecto esta actualmente a cargo de Andrea Vignolo y Gabriel Aintablian, funcionarios públicos del MEC. Entre sus objetivos estará favorecer el conocimiento científico y la metodología científica.